# ケニアのスポーツ
ケニアのスポーツでは、ケニア共和国におけるスポーツ事情について記述する。

## 個人競技

### 陸上競技

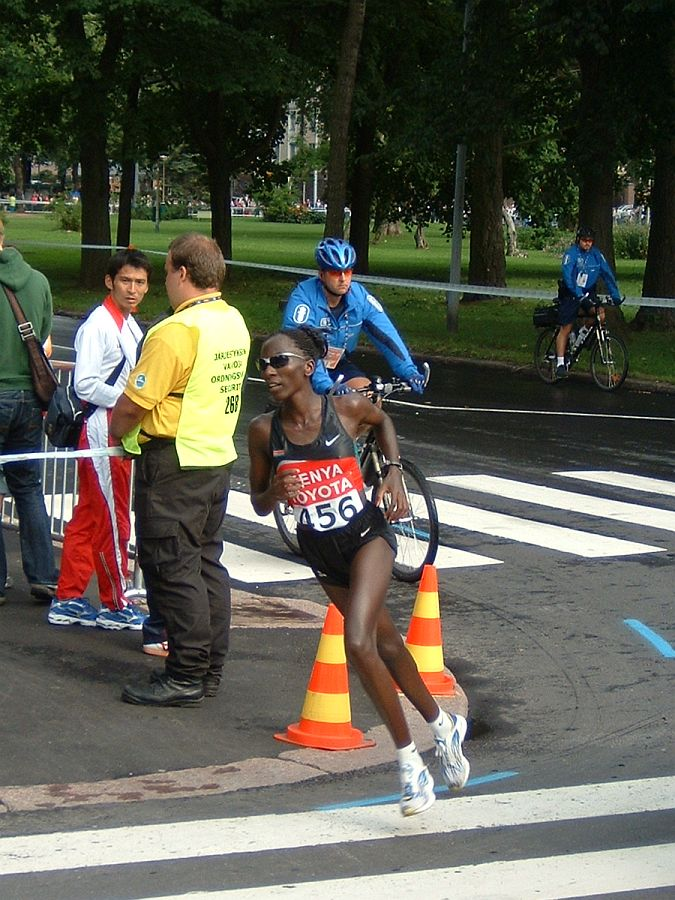
キャサリン・ヌデレバ

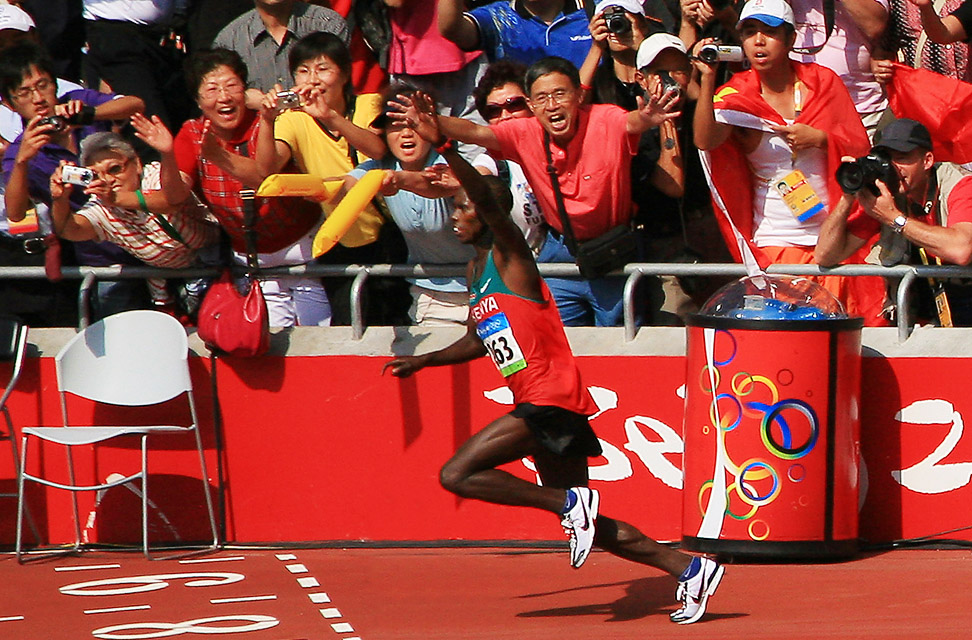
サムエル・ワンジル

ケニアは、オリンピックやコモンウェルスゲームズなどにおいて、800メートル競走、1500メートル競走、3000メートル競走、3000メートル障害、5000メートル競走、10000メートル競走、マラソンといった中・長距離走の優勝者を数多く生み出してきた。ケニアの陸上競技選手たち、とりわけカレンジン族出身者たちは、中・長距離走の世界で大きな実績を残してきたが、近年ではモロッコやエチオピアがその地位を脅かしつつある。著名なケニアの陸上競技選手としては、ボストンマラソンで4度、世界陸上で2度の優勝を果たした女子マラソン選手キャサリン・ヌデレバ、男子マラソンの元世界最高記録保持者ポール・テルガト、ソウルオリンピックの5000メートル競走で優勝したジョン・ヌグギなどが挙げられる。
2008年の北京オリンピックにおいて、ケニアは金6、銀4、銅4のメダルを、すべて中・長距離走で獲得し、メダル獲得数ではアフリカ諸国で最高の成績を上げた。なお、男子1500メートル競走で、当初はバーレーンのラシド・ラムジが優勝とされたが、オリンピック後のドーピング再検査の結果を受け、IOCは2009年11月にラムジの失格・メダル剥奪を発表。銀メダルだったケニアのアスベル・キプロプが金に繰り上がった。このため、これ以前の資料では、ケニアの獲得メダル数は金5、銀5、銅4となっている。この大会では、ケニアの女性選手として初めてのオリンピック金メダリストとなった800メートル競走のパメラ・ジェリモや、男子マラソンで優勝したサムエル・ワンジル(高校時代以来、日本を活動の拠点としている)が新たに注目を集めた。同年、パメラ・ジェリモは、当時のIAAFゴールデンリーグで6戦全勝し、ジャックポット賞金100万ドルの全額を獲得している。かつてオリンピックやコモンウェルスゲームズなどで優勝を重ねたキプチョゲ・ケイノは1970年代から続くケニアの中長距離走の繁栄への道を拓いた選手であり、中長距離4種目の元世界記録保持者ヘンリー・ロノがこれに続いた。
2000年ころから、ケニアの陸上競技界では、数多くのケニア出身の選手が、他の国々、とりわけバーレーンやカタールなどの代表となることをめぐる論争が激しくなった。ケニアのスポーツ省は、こうした国外流出を止めようと試みているが、流出は続いており、ケニア代表としてオリンピックに2度出場しメダルを獲得したバーナード・ラガトは、2005年にアメリカ合衆国へと国籍変更をしている。こうした選手の流出は、多くの場合は経済的な理由によるものだが、一部のエリート選手の場合、レベルの高いケニアのナショナル・チームに加わるのが難しくても、他国からであれば国際大会への出場資格が得られやすいという事情も働いている。日本では、上述の北京オリンピックで金メダルを獲ったサムエル・ワンジルをはじめ、ケニア出身の選手が高校段階から留学し、駅伝やマラソンで活躍する例が、ジョセフ・オツオリ、ダニエル・ジェンガ、ジョセファト・ダビリ、ジョン・カリウキ、メクボ・ジョブ・モグスなど多数ある。また、実業団や大学から来日し、日本に定着したダグラス・ワキウリやギタウ・ダニエルのような例もある。2015年世界陸上競技選手権大会では、400mHでニコラス・ベット、やり投でユリウス・イエゴが優勝しており、中・長距離走だけの強豪国ではないことを示した。
2021年8月14日、ファーディナンド・オムルワがオーストリアで行われた大会の男子100mにて、決勝で9秒86(準決勝 : 9秒96)をマークし、自己ベストを更新した。同年9月18日、ワールドアスレティックスコンチネンタルツアーゴールドナイロビ　キプチョゲ・ケイノカップにて、それを0秒09上回る9秒77(+1.2)をマークし、自己ベストかつアフリカ記録を更新した。アフリカ勢初の9秒7台であった。

### ボクシング
ケニアはアマチュアボクシングでも実績を残しており、2021年までオリンピックでメダルを獲得した競技は陸上競技とボクシングのみである。また、ヨーロッパや北米、日本などで活躍するプロも輩出している。初のメダリストはメキシコシティ銅・ミュンヘン銀と2大会連続でメダルを獲得したフィリップ・ワルインゲで、来日してワルインゲ中山のリングネームでプロとしても活躍した。特に著名なのはソウルオリンピックで金メダルを獲得したロバート・ワンギラで、現在まで陸上競技以外でケニア唯一の金メダリストである。また、スティーブン・ムチョキも1978年世界選手権で金メダルを獲得した。日本ではミュンヘンオリンピック代表のピーター・オルワ、ともにヨネクラボクシングジムに所属して日本王座も獲得した友伸ナプニことモデスト・ナプニ、イサヤ・イコニが有名である。2016年、ファトゥマ・ザリカがWBC女子世界スーパーバンタム級王座を獲得し、男女通じてケニア人初の主要団体の世界チャンピオンとなった。

### モータースポーツ
モータースポーツのラリーの分野で、ケニアは世界的に有名で最も過酷なラリーのひとつとされるサファリラリーの開催地となっている。サファリラリーは2002年まで世界ラリー選手権（WRC）の一環となっていたが、その後は経済的事情などでWRCから外れた。このラリーにはビョルン・ワルデガルド、ハンヌ・ミッコラ、トミ・マキネン、シェカー・メッタ、カルロス・サインツ、コリン・マクレーなど、世界最高峰のラリー・ドライバーたちが参加して優勝を果たしている。また地元のドライバーとして「スバル・ワールドラリーチーム」から参戦して完走したパトリック・ジルも有名である。WRC離脱後もラリーはアフリカ・ラリー選手権の一環として継続されているが、2021年にカレンダーへ復帰した。

## 団体競技

### サッカー

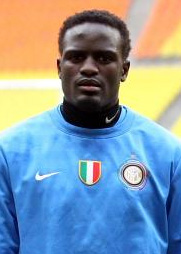
マクドナルド・マリガ

ケニアでは陸上競技の次にサッカーが盛んであり、1963年にプロサッカーリーグのケニア・プレミアリーグが創設された。ケニアサッカー連盟（FKF）によって構成されるサッカーケニア代表は、これまでFIFAワールドカップには未出場となっている。アフリカネイションズカップには6度出場しているものの、いずれの大会もグループリーグで敗退している。
かつてケニアは、1980年代に東部・中部アフリカサッカー協会評議会主催の「CECAFAカップ」で好成績をあげるなどしていたが、その後ケニア・サッカー連盟の内紛が続いたこともあり、国際的には精彩を欠くようになっている。2004年には国際サッカー連盟（FIFA）が、政府の介入を理由にケニアの資格停止を決定し、この時には直後にケニア政府の譲歩があり資格停止が撤回されたものの、2006年に資格停止が再発動され2007年には再撤回された。
ケニア人の著名なサッカー選手として、マイケル・オルンガが特にアジア諸国においては知られており、2020年のJリーグでは得点王および最優秀選手賞（MVP）を獲得し、翌年にアル・ドゥハイルSCに移籍したのち、AFCチャンピオンズリーグ2021では得点王に輝いている。さらに2021-22シーズンのカタール・スターズリーグにおいても、25ゴールを挙げ得点王となった。またオルンガの他にも、マクドナルド・マリガがイタリアのセリエAで活躍し、さらにマリガの弟であるビクター・ワニアマは、イングランドのプレミアリーグでプレーした。

### クリケット
旧英領植民地であるケニアでは、クリケットも人気の高いスポーツである。クリケットケニア代表は、1996年からクリケット・ワールドカップに参加している。2003年の大会では、強豪チームを破って準決勝進出を果たした。ケニアは2007年から始った「ワールド・クリケット・リーグ1部 」の第1回大会を、地元ナイロビで開催して優勝した。また、トゥエンティ20国際大会にも参加している。

### ラグビー
ケニアはラグビーにも実績がある。特に人気が高いのは、毎年開催される「Safari Sevens」という7人制ラグビーのトーナメント戦である。2006年のシーズンには、IRBセブンズワールドシリーズでケニア代表チームが9位にランクされた。